# Italia meridionale
Italia meridionale, Meridione, Bassa Italia, Sud Italia, Suditalia o semplicemente Sud, indicano dal punto di vista geografico e statistico, la parte della penisola italiana comprendente le regioni Abruzzo, Basilicata, Calabria, Campania, Molise e Puglia.
La definizione dell'Italia meridionale è distinta da quella di Mezzogiorno d'Italia, entità geo-economica e demografica che comprende sia l'Italia meridionale sia l'Italia insulare.

## Geografia
L'Italia meridionale confina a nord-ovest con l'Italia centrale, mentre è bagnata dal mare Adriatico a nord-est, dallo Ionio a sud-est e dal Tirreno a sud-ovest.
Quasi tutti i territori inclusi nell'Italia meridionale (eccetto quelli precedentemente soggetti alla delegazione apostolica di Benevento) costituivano, in epoca pre-unitaria, il settore continentale del Regno delle due Sicilie. Tuttavia, di tale Regno facevano altresì parte, oltre alla Sicilia, anche gli ex circondari di Sora, di Gaeta e di Cittaducale, aggregati al Lazio (e dunque all'Italia centrale) fin dal 1927.
Il territorio dell'Italia meridionale è prevalentemente collinare-montuoso; le pianure più estese sono: il Tavoliere delle Puglie (seconda pianura più estesa della penisola italiana), la pianura salentina, la pianura campana, la piana del Sele, la piana di Metaponto, la piana di Sibari e la piana di Gioia Tauro.
È attraversata da nord a sud dagli Appennini, le cui vette più elevate sono il Gran Sasso d'Italia (Corno Grande 2912 m), la Maiella (monte Amaro 2793 m) entrambi nell'Appennino abruzzese, monte Miletto (2050 m), nel massiccio del Matese, monte Cervati (1898 m) nei monti del Cilento, il monte Cervialto (1809 m) nell'Appennino campano, il monte Pollino (2248 m), la Serra Dolcedorme (2267 m), il monte Papa (2005 m), il monte Alpi (1900 m), nell'Appennino lucano, il monte Botte Donato (1928 m) nell'altopiano della Sila e il Montalto (1956 m) nel massiccio dell'Aspromonte, nell'Appennino calabro.

## Storia
L'Italia meridionale fu popolata fin dal Paleolitico, benché i primi insediamenti agro-pastorali risalgano al Neolitico. In epoca pre-romana l'entroterra fu occupato da varie popolazioni italiche, mentre la Magna Grecia costituì l'insieme dei territori tenuti dai coloni greci, i quali fondarono polis legate commercialmente alle rispettive madrepatrie. In seguito, l'intero territorio costituì parte integrante dell'Impero romano.
A seguito delle invasioni barbariche, il Sud Italia fu nuovamente suddiviso tra Ostrogoti e Bizantini, poi tra questi ultimi e i Longobardi. A seguito della conquista normanna dell'Italia meridionale, l'intero territorio fu riunificato e assoggettato al Regno di Sicilia finché, dopo i Vespri siciliani, presero forma due regni distinti, il Regno di Napoli e il Regno di Sicilia.
Nel 1816, dopo il Congresso di Vienna, i due regni vengono accorpati in un'unica entità, il Regno delle Due Sicilie, che ha cessato di esistere nel 1861 con l'unità d'Italia.

## Demografia
La popolazione residente nell'Italia meridionale al 31 dicembre 2024 ammontava a 13 367 631 abitanti.

### Regioni
| Regione    | Capoluogo  | Abitanti  |
| ---------- | ---------- | --------- |
| Abruzzo    | L'Aquila   | 1 269 453 |
| Basilicata | Potenza    | 530 423   |
| Calabria   | Catanzaro  | 1 833 953 |
| Campania   | Napoli     | 5 577 648 |
| Molise     | Campobasso | 288 347   |
| Puglia     | Bari       | 3 876 012 |

### Comuni più popolosi
Di seguito si riporta l'elenco della popolazione residente al 30 novembre 2024 nei comuni con più di 50 000 abitanti; in grassetto i capoluoghi di regione:

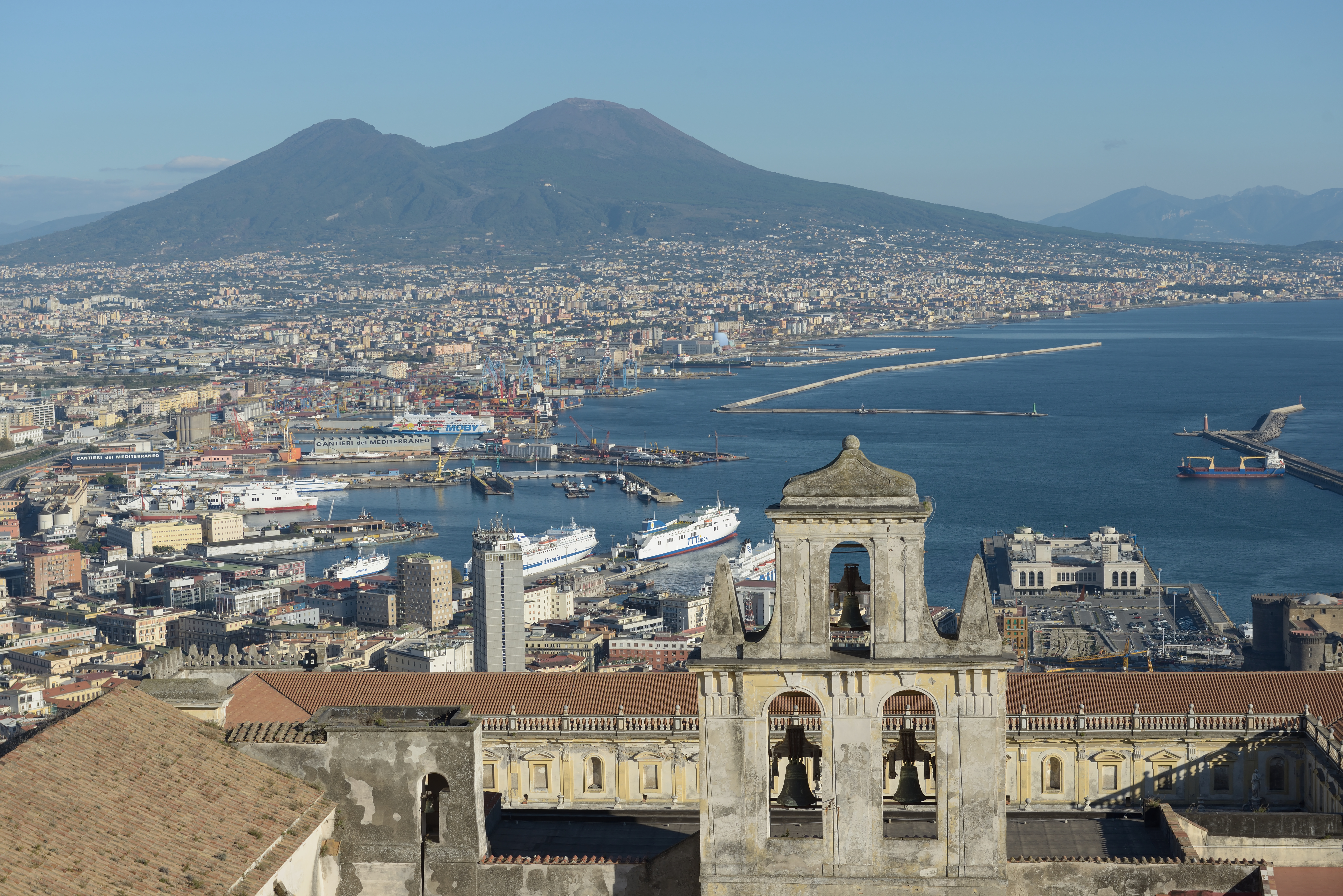
1. Napoli

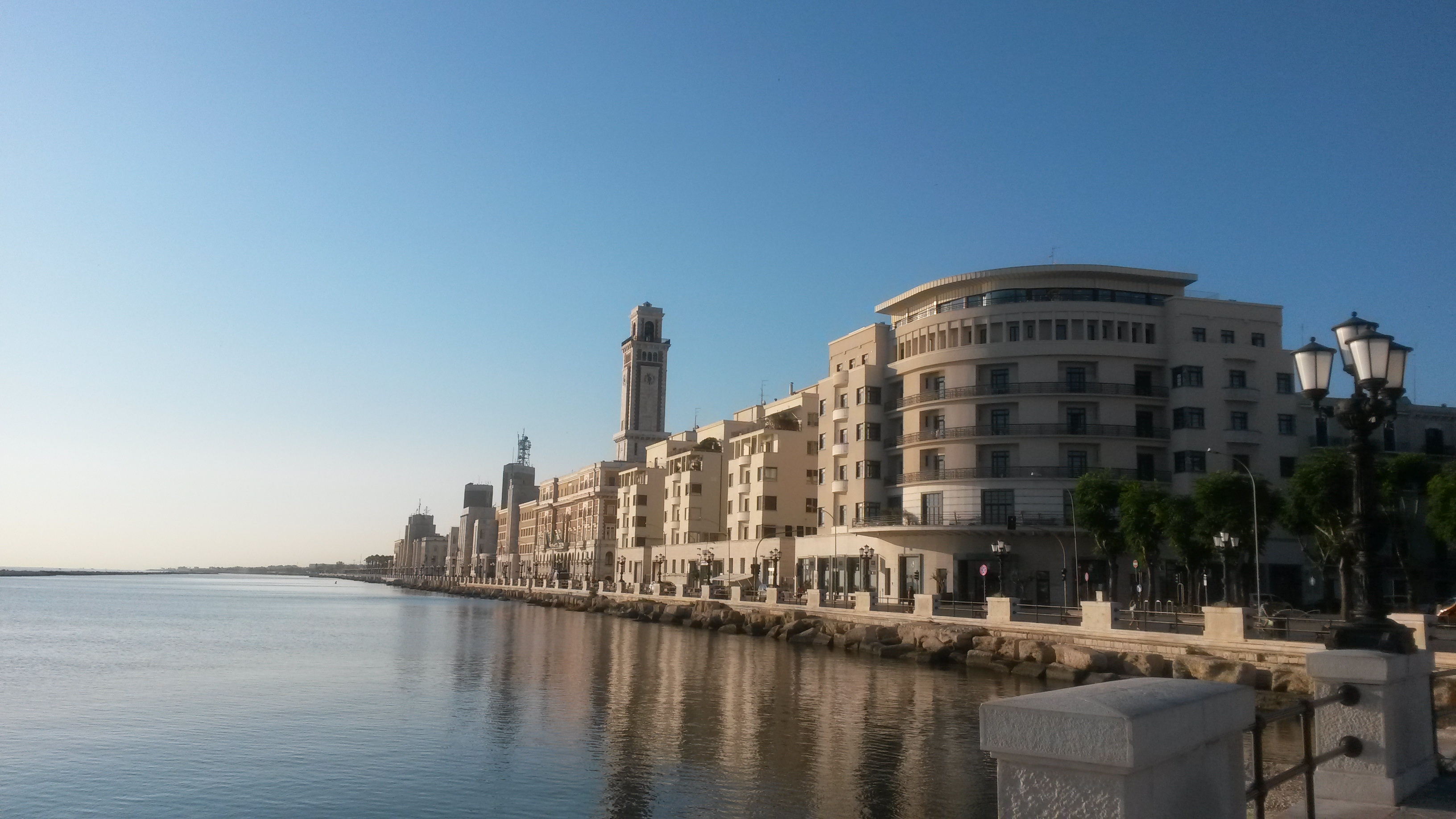
2. Bari

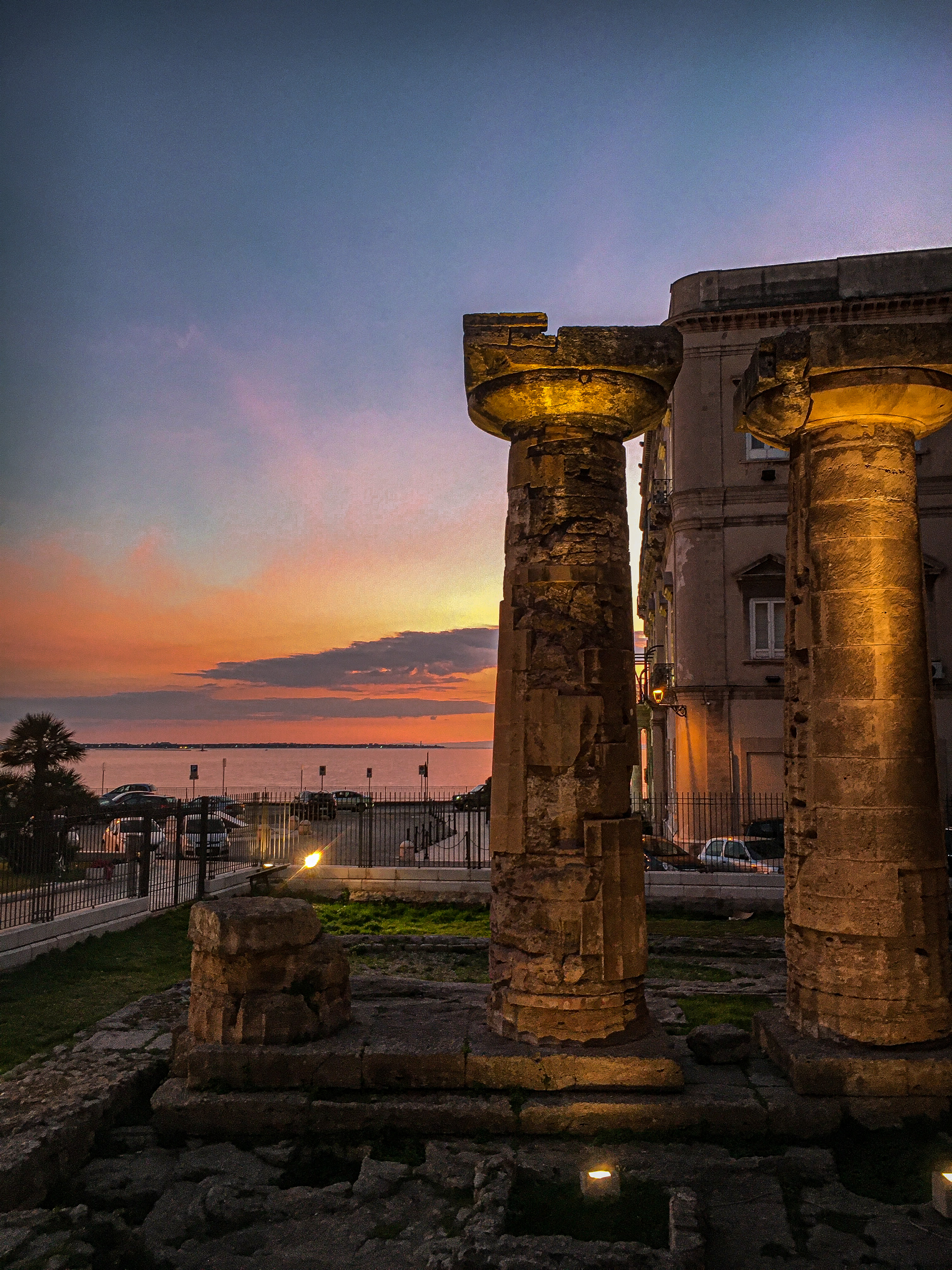
3. Taranto

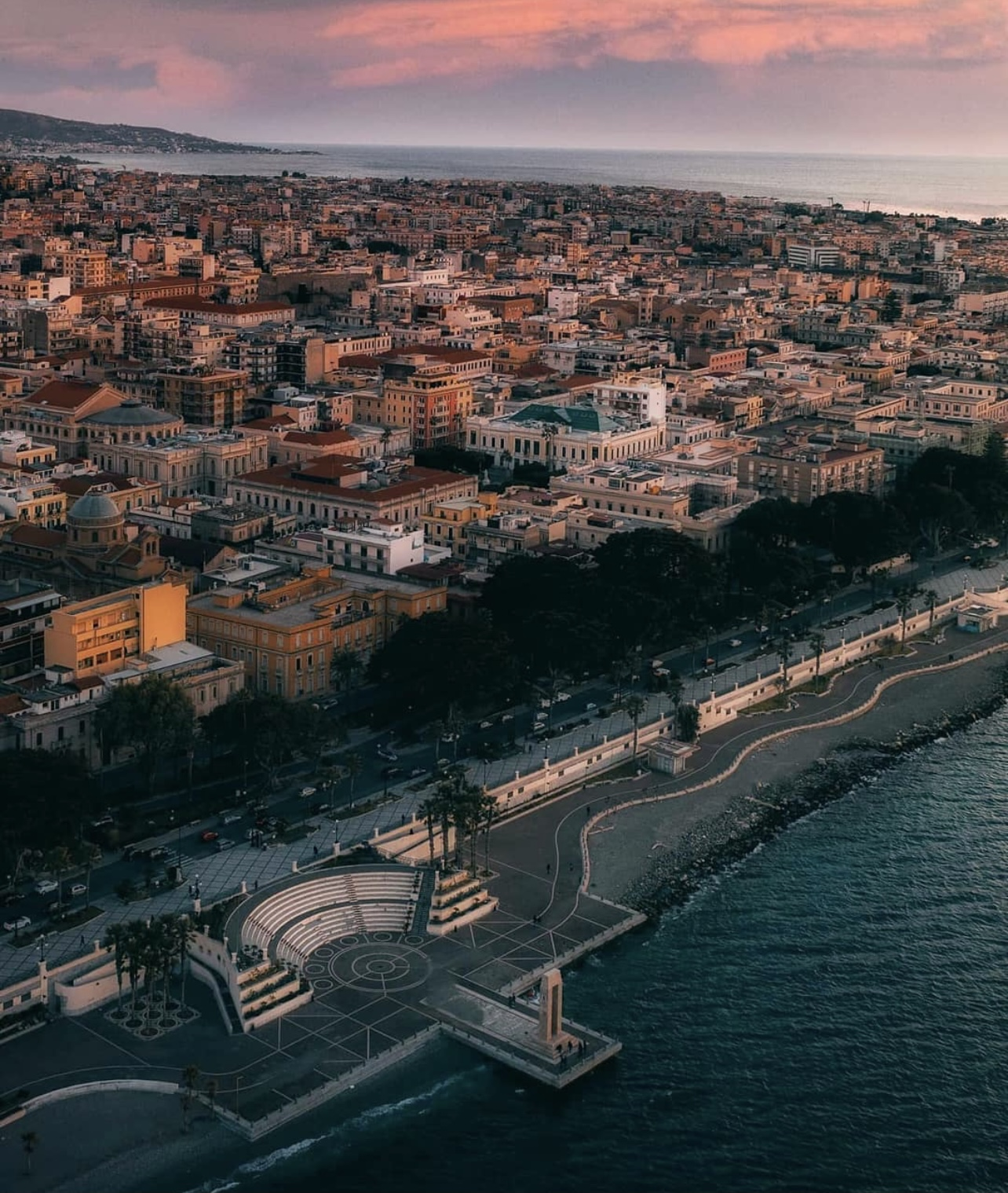
4. Reggio Calabria

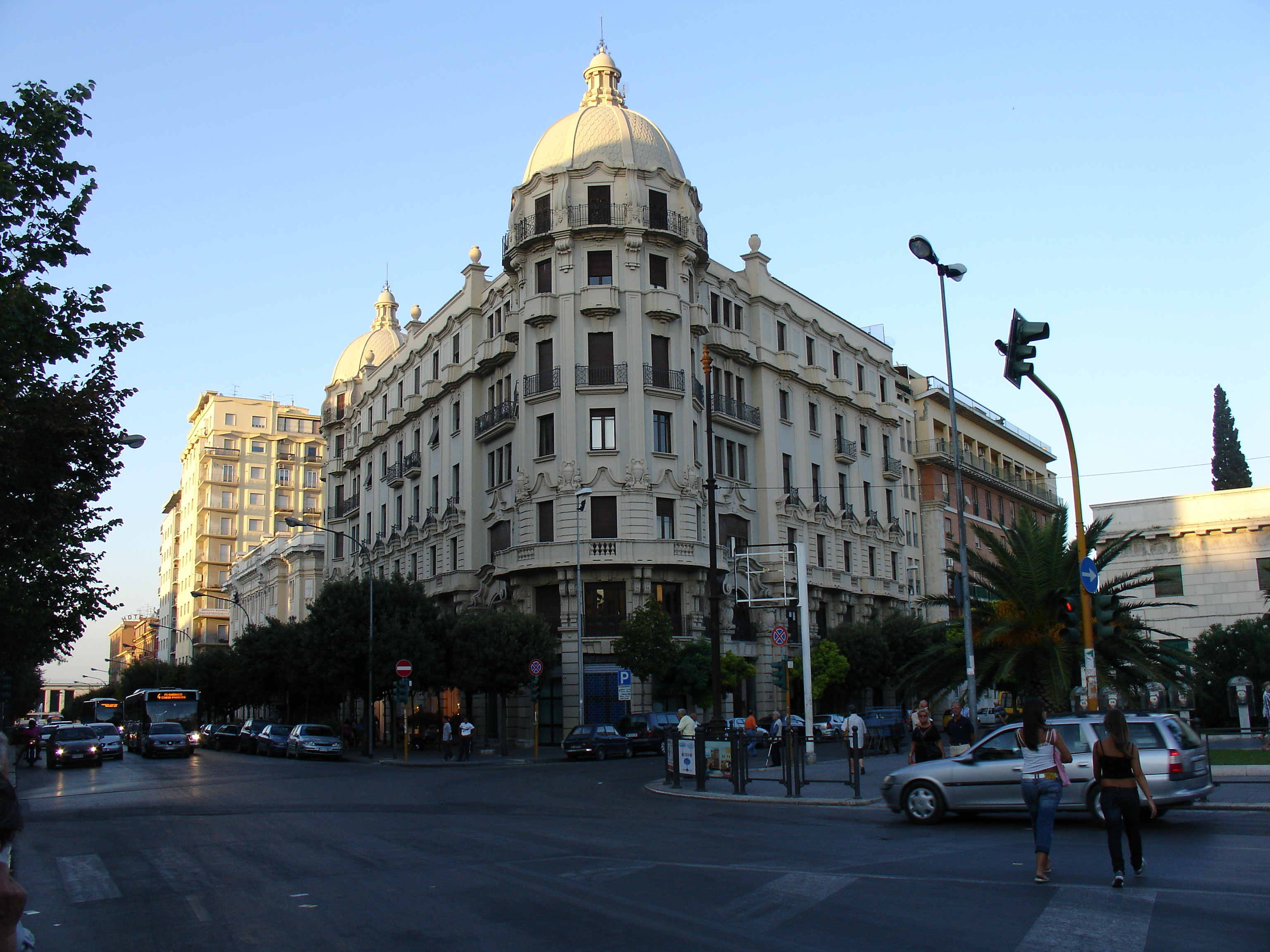
5. Foggia

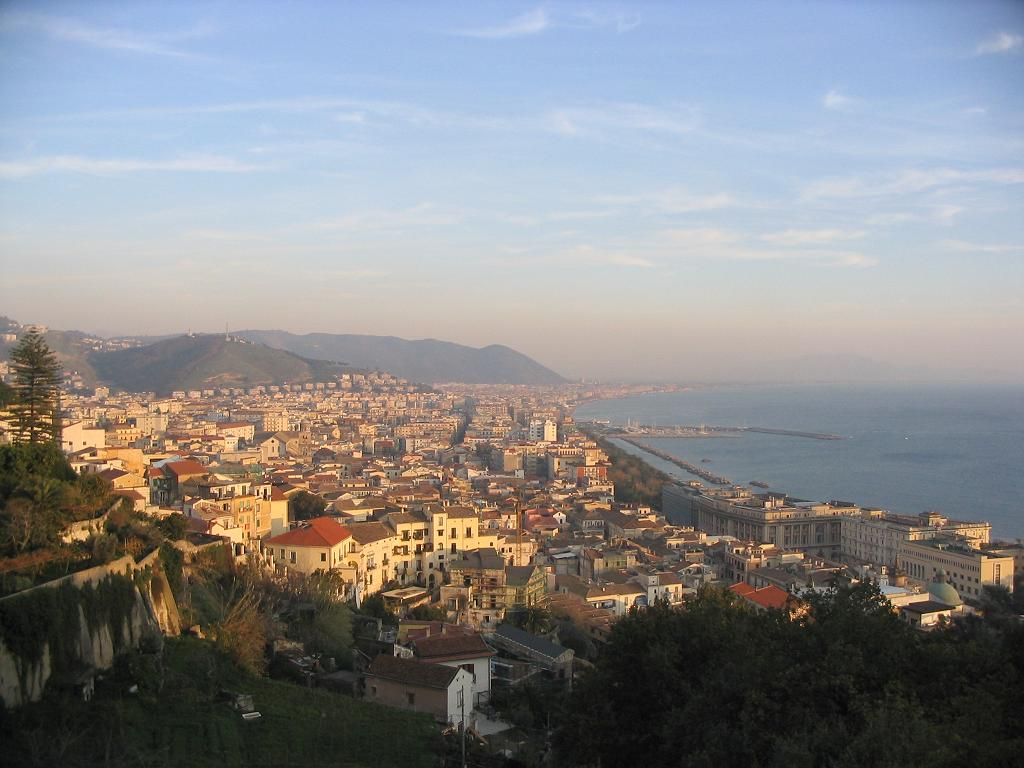
6. Salerno

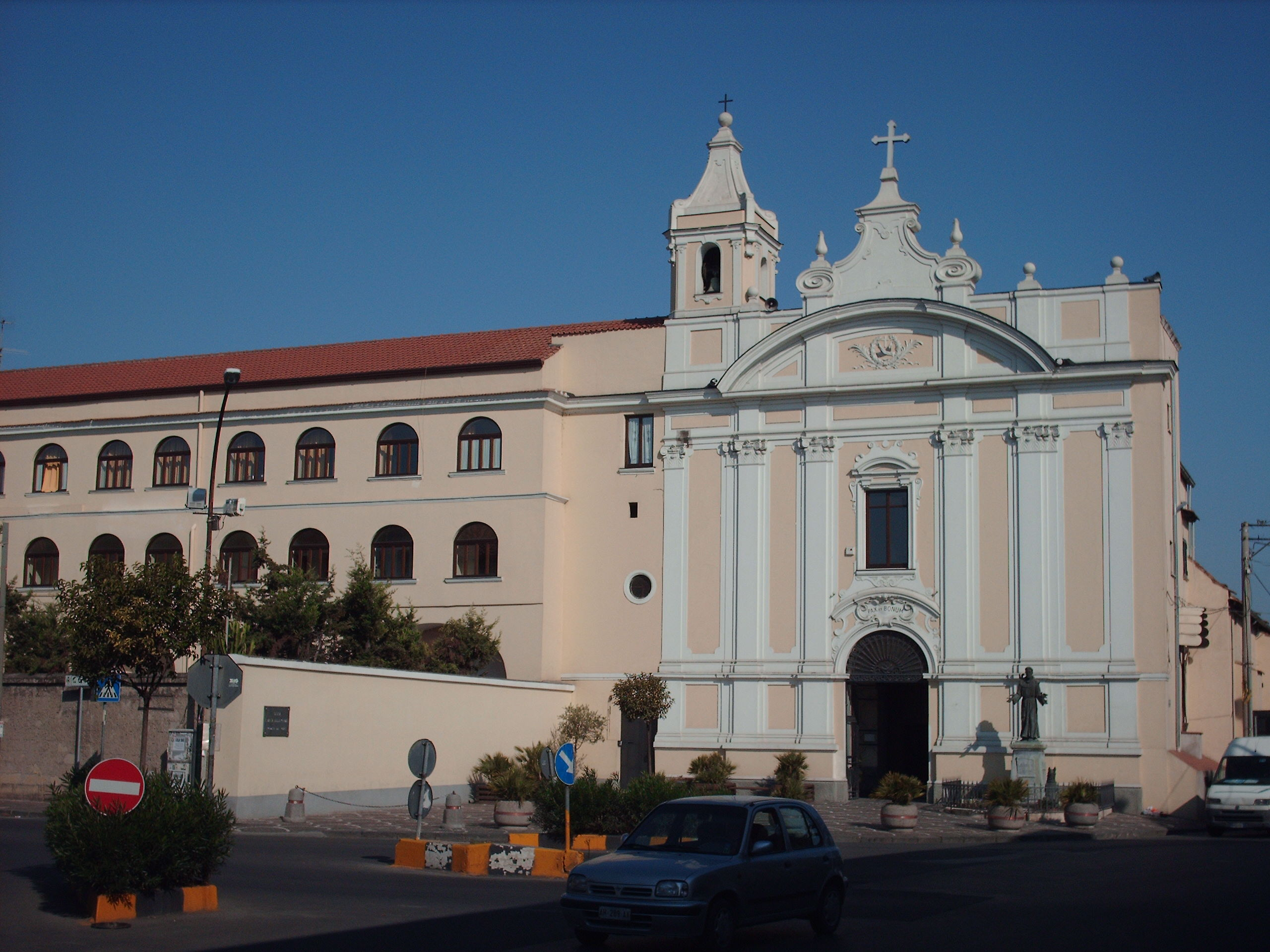
7. Giugliano in Campania

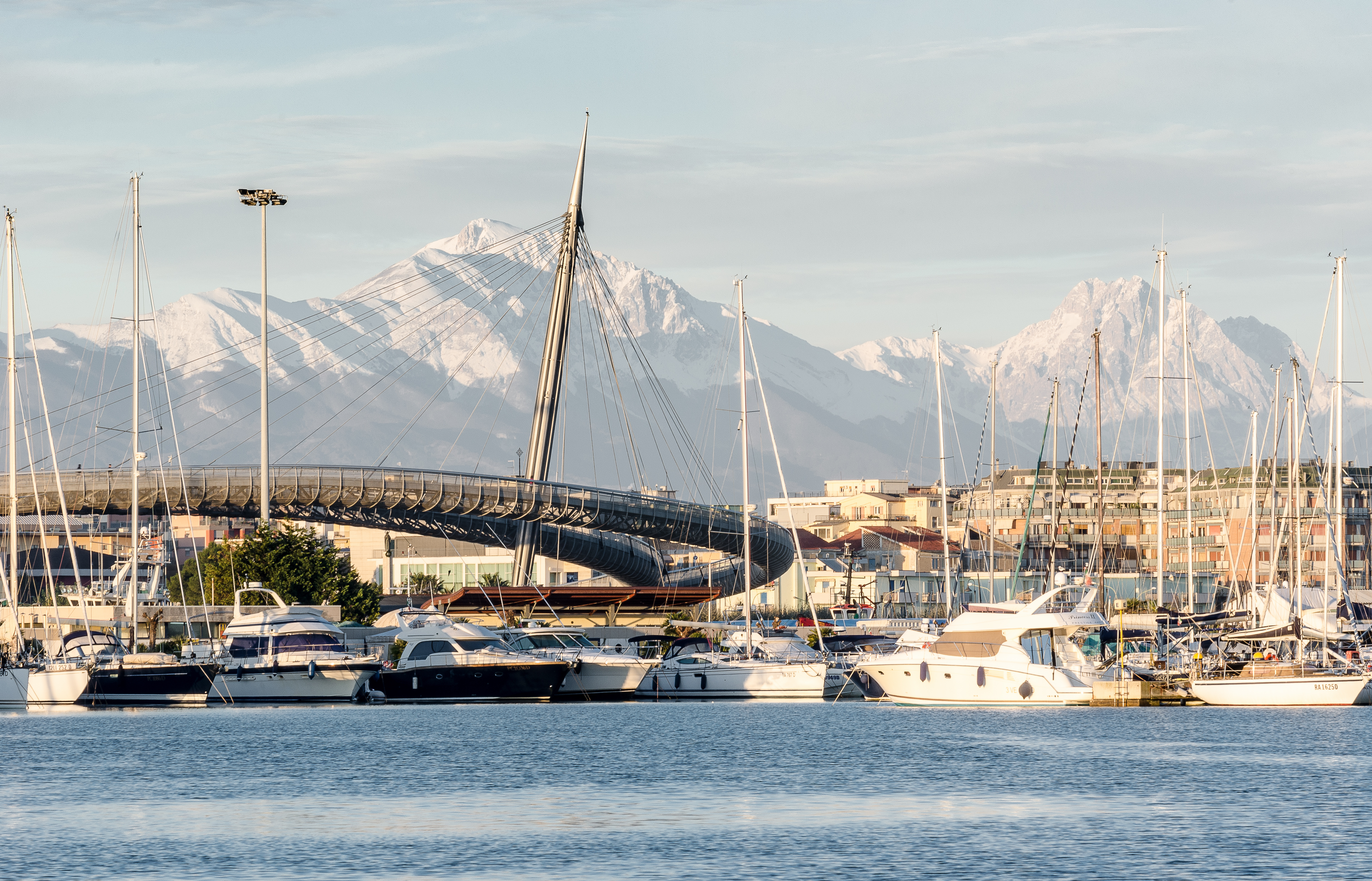
8. Pescara

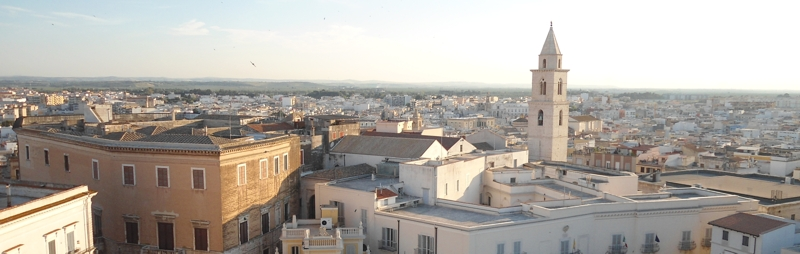
9. Andria

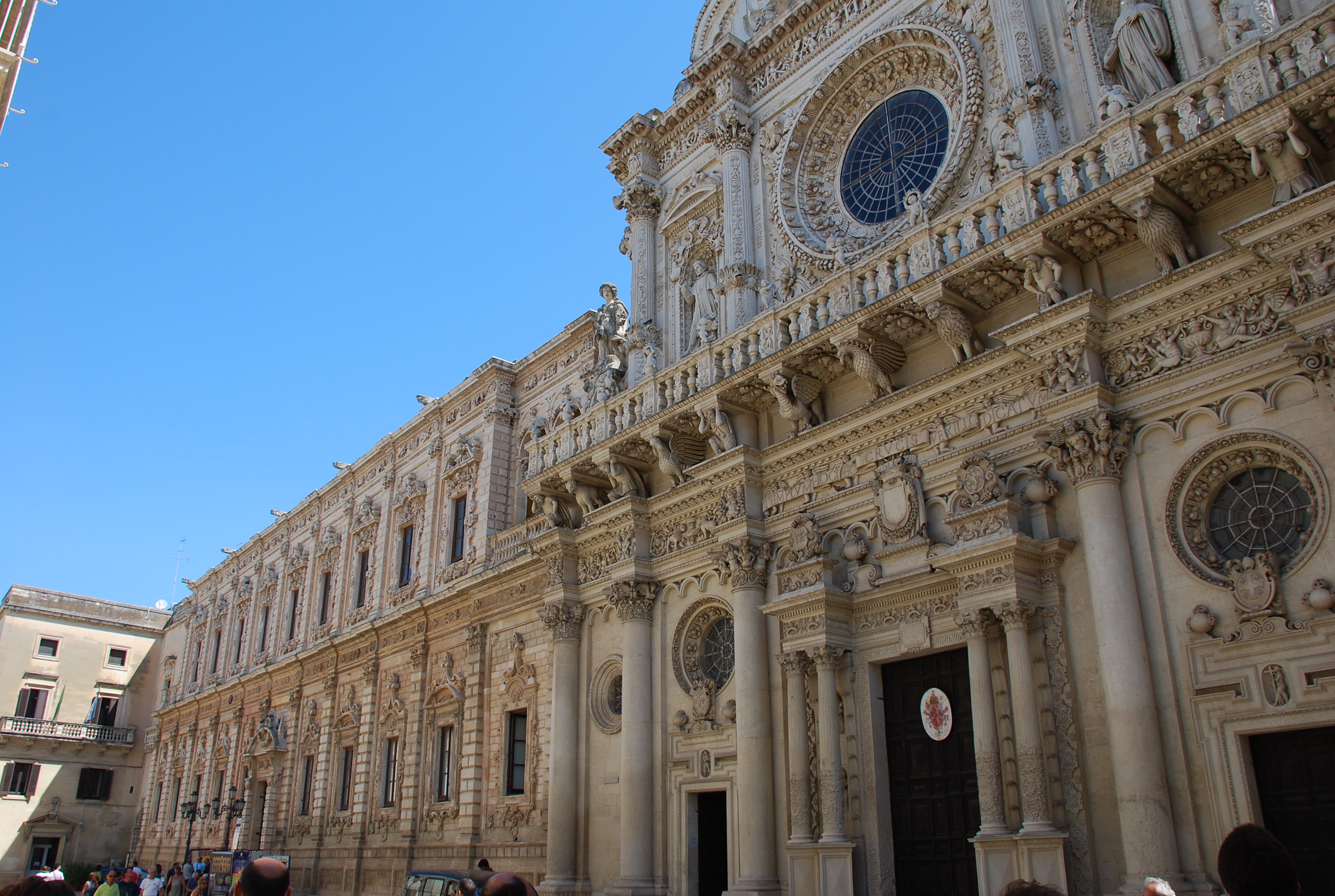
10. Lecce

| #  | Comune                  | Regione    | Città metropolitana o provincia | Abitanti |
| -- | ----------------------- | ---------- | ------------------------------- | -------- |
| 1  | Napoli                  | Campania   | Napoli                          | 908 552  |
| 2  | Bari                    | Puglia     | Bari                            | 315 260  |
| 3  | Taranto                 | Puglia     | Taranto                         | 185 974  |
| 4  | Reggio di Calabria      | Calabria   | Reggio Calabria                 | 168 752  |
| 5  | Foggia                  | Puglia     | Foggia                          | 145 521  |
| 6  | Salerno                 | Campania   | Salerno                         | 126 038  |
| 7  | Giugliano in Campania   | Campania   | Napoli                          | 124 627  |
| 8  | Pescara                 | Abruzzo    | Pescara                         | 118 596  |
| 9  | Andria                  | Puglia     | Barletta-Andria-Trani           | 96 636   |
| 10 | Lecce                   | Puglia     | Lecce                           | 94 218   |
| 11 | Barletta                | Puglia     | Barletta-Andria-Trani           | 92 049   |
| 12 | Catanzaro               | Calabria   | Catanzaro                       | 83 297   |
| 13 | Brindisi                | Puglia     | Brindisi                        | 81 723   |
| 14 | Torre del Greco         | Campania   | Napoli                          | 79 301   |
| 15 | Pozzuoli                | Campania   | Napoli                          | 75 232   |
| 16 | Corigliano-Rossano      | Calabria   | Cosenza                         | 73 997   |
| 17 | Casoria                 | Campania   | Napoli                          | 73 512   |
| 18 | Caserta                 | Campania   | Caserta                         | 72 603   |
| 19 | L'Aquila                | Abruzzo    | L'Aquila                        | 70 434   |
| 20 | Altamura                | Puglia     | Bari                            | 70 143   |
| 21 | Lamezia Terme           | Calabria   | Catanzaro                       | 67 169   |
| 22 | Potenza                 | Basilicata | Potenza                         | 63 943   |
| 23 | Cosenza                 | Calabria   | Cosenza                         | 63 247   |
| 24 | Castellammare di Stabia | Campania   | Napoli                          | 62 230   |
| 25 | Afragola                | Campania   | Napoli                          | 61 480   |
| 26 | Matera                  | Basilicata | Matera                          | 59 573   |
| 27 | Acerra                  | Campania   | Napoli                          | 58 596   |
| 28 | Crotone                 | Calabria   | Crotone                         | 58 236   |
| 29 | Marano di Napoli        | Campania   | Napoli                          | 57 684   |
| 30 | Molfetta                | Puglia     | Bari                            | 57 198   |
| 31 | Cerignola               | Puglia     | Foggia                          | 56 945   |
| 32 | Benevento               | Campania   | Benevento                       | 55 662   |
| 33 | Trani                   | Puglia     | Barletta-Andria-Trani           | 54 772   |
| 34 | Montesilvano            | Abruzzo    | Pescara                         | 53 552   |
| 35 | Bisceglie               | Puglia     | Barletta-Andria-Trani           | 53 359   |
| 36 | Manfredonia             | Puglia     | Foggia                          | 53 252   |
| 37 | Bitonto                 | Puglia     | Bari                            | 52 952   |
| 38 | Avellino                | Campania   | Avellino                        | 51 975   |
| 39 | Teramo                  | Abruzzo    | Teramo                          | 51 559   |
| 40 | Portici                 | Campania   | Napoli                          | 51 414   |

## Economia
Nel 2017 il pil delle regioni dell'Italia meridionale era pari a 265 590 milioni di euro, contribuendo al 15,4% del prodotto interno lordo nazionale; il pil pro capite ammontava a 18 900 euro, rappresentante il 66% circa del pil pro capite nazionale di 28 500 euro.